# John Rae (Politiker)

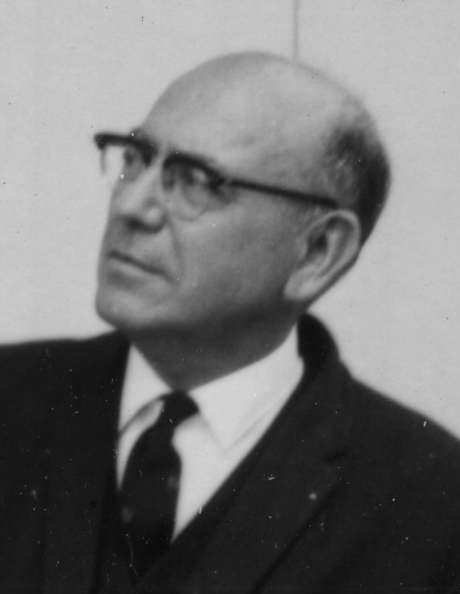
John Rae (1964).

John Rae, OBE (* 24. August 1904 in Auckland; † 2. Dezember 1979 ebenda) war ein neuseeländischer Politiker der New Zealand National Party, der unter anderem von 1954 bis 1972 Mitglied des Repräsentantenhauses sowie 1957 und erneut zwischen 1960 und 1972 Wohnungsbauminister	war.

## Leben

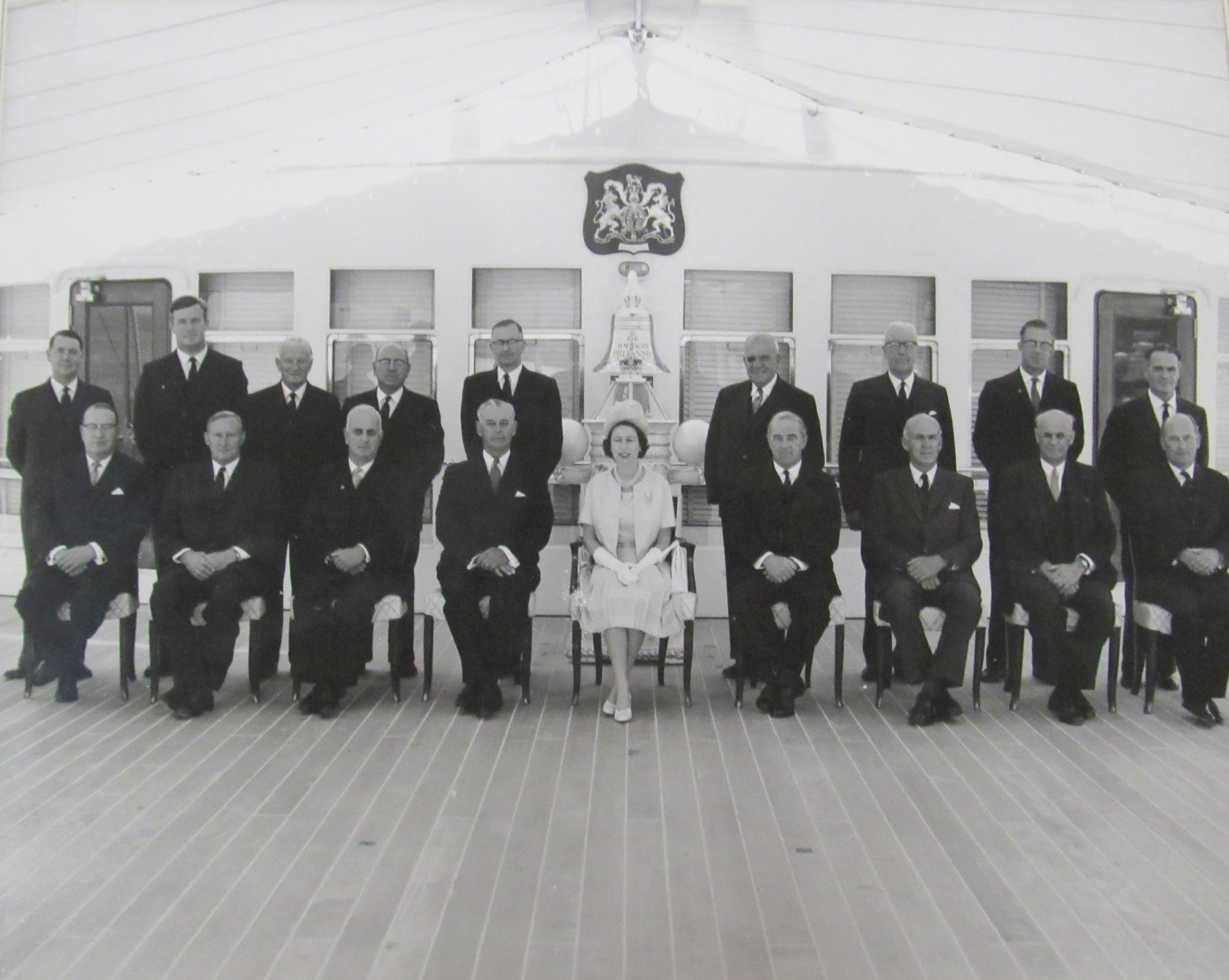
Rae (hinten, 4.v.l.) und das Kabinett Holyoake II mit Königin Elisabeth II. (Februar 1963).

John Rae, Sohn von Annie und Charles Edward Rae, war nach einem Studium an der University of Auckland als Buchhalter tätig. Am 30. November 1949 wurde er für die Nationale Partei (New Zealand National Party) als Nachfolger von Frank Langstone von der Labour Party erstmals Mitglied des Repräsentantenhauses (House of Representatives) und vertrat in diesem bis zu seiner Wahlniederlage am 30. November 1957 den Wahlkreis „Roskill“, woraufhin Arthur Faulkner von der Labour Party diesen Wahlkreis gewann. Im Kabinett Holyoake I bekleidete er vom 20. September bis zum 12. Dezember 1957 zudem erstmals das Amt als Wohnungsbauminister.
Bei der darauf folgenden Wahl am 26. November 1960 wurde Rae als Nachfolger seine Parteifreundes Duncan Rae wieder zum Mitglied des Repräsentantenhauses gewählt und vertrat in diesem nunmehr bis zum 25. November 1972 den Wahlkreis „Eden“, der dann vom Labour-Politiker und späteren Premierminister Mike Moore gewonnen wurde. Am 12. Dezember 1960 wurde er als Wohnungsbauminister in das Kabinett Holyoake I berufen und hatte dieses Ministeramt auch im Kabinett Holyoake III (20. Dezember 1963 bis 22. Dezember 1969) sowie im Kabinett Holyoake IV (22. Dezember 1969 bis 7. Februar 1972). Für seine Verdienste wurde er am 1. Januar 1977 auch zum Officer des Order of the British Empire (OBE) ernannt. 
Aus seiner 1930 geschlossenen Ehe mit Edith Kilgour Rae (1906–1982) ging der Sohn John Vernon Rae hervor, der allerdings bereits 1938 im Alter von sieben Jahren verstarb. Nach seinem Tode wurde John Rae auf dem Purewa Cemetery and Crematorium in Meadowbank, einem Vorort von Auckland beigesetzt.

## Hintergrundliteratur
- James Oakley Wilson: New Zealand Parliamentary Record, 1840–1984, V.R. Ward, Government Printer, Wellington 1913, 4. Auflage  1985
- Barry Gustafson: The First 50 Years. A History of the New Zealand National Party. : Reed Methuen, Auckland 1986, ISBN 0-474-00177-6.